# Duża skocznia narciarska
Duża skocznia narciarska – typ skoczni narciarskiej, pod względem wielkości plasujący się pomiędzy skoczniami normalnymi a mamucimi. Na dużych skoczniach narciarskich organizuje się konkursy skoków podczas Zimowych Igrzysk Olimpijskich, MŚ w narciarstwie klasycznym, a także podczas zawodów Pucharu Świata oraz Pucharu kontynentalnego w skokach narciarskich.
Według standardów przyjętych przez Międzynarodową Federację Narciarską o klasyfikacji skoczni jako dużej decyduje rozmiar (HS) wynoszący minimalnie 110 m. Punkt konstrukcyjny takiej skoczni umieszczony ma być co najmniej na 100 metrze.
Aktualnie mistrzem olimpijskim w skokach na takim obiekcie jest Marius Lindvik (2022), zaś mistrzem świata - Timi Zajc (2023).

## Duże skocznie posiadające homologacjęFIS
Stan na 22 lipca 2018
| Państwo           | Miejscowość            | Skocznia                       | HS [m] | K [m] |
| ----------------- | ---------------------- | ------------------------------ | ------ | ----- |
| Austria           | Bischofshofen          | Paul-Ausserleitner-Schanze     | 140    | 125   |
| Austria           | Innsbruck              | Bergisel                       | 130    | 120   |
| Austria           | Stams                  | Brunnentalschanzen             | 115    | 105   |
| Czechy            | Harrachov              | Čerťák                         | 142    | 125   |
| Czechy            | Liberec                | Ještěd                         | 134    | 120   |
| Finlandia         | Kuopio                 | Puijo                          | 127    | 120   |
| Finlandia         | Lahti                  | Salpausselkä                   | 130    | 116   |
| Finlandia         | Ruka                   | Rukatunturi                    | 142    | 120   |
| Francja           | Chaux-Neuve            | La Côté Feuillée               | 118    | 106   |
| Francja           | Courchevel             | Tremplin du Praz               | 135    | 125   |
| Japonia           | Hakuba                 | skocznia HS131                 | 131    | 120   |
| Japonia           | Sapporo                | Ōkurayama                      | 137    | 123   |
| Kanada            | Whistler               | Whistler Olympic Park Ski Jump | 140    | 125   |
| Kazachstan        | Ałmaty                 | Gornyj Gigant                  | 140    | 125   |
| Korea Południowa  | Pjongczang             | Alpensia Jumping Park          | 142    | 125   |
| Niemcy            | Brotterode             | Inselbergschanze               | 117    | 105   |
| Niemcy            | Garmisch-Partenkirchen | Große Olympiaschanze           | 142    | 125   |
| Niemcy            | Klingenthal            | Vogtland Arena                 | 140    | 125   |
| Niemcy            | Oberhof                | Hans-Renner-Schanze            | 140    | 120   |
| Niemcy            | Oberstdorf             | Schattenbergschanze            | 137    | 120   |
| Niemcy            | Titisee-Neustadt       | Hochfirstschanze               | 142    | 125   |
| Niemcy            | Willingen              | Mühlenkopfschanze              | 147    | 130   |
| Norwegia          | Lillehammer            | Lysgårdsbakken                 | 140    | 123   |
| Norwegia          | Oslo                   | Holmenkollbakken               | 134    | 120   |
| Norwegia          | Rena                   | Renabakkene                    | 139    | 124   |
| Norwegia          | Rena                   | Renabakkene                    | 111    | 99    |
| Norwegia          | Trondheim              | Granåsen                       | 140    | 124   |
| Norwegia          | Vikersund              | Vikersundbakken                | 117    | 105   |
| Polska            | Wisła                  | im. Adama Małysza              | 134    | 120   |
| Polska            | Zakopane               | Wielka Krokiew                 | 140    | 125   |
| Rosja             | Czajkowskij            | Snieżynka                      | 140    | 125   |
| Rosja             | Krasnaja Polana        | Russkije Gorki                 | 140    | 125   |
| Rosja             | Niżny Tagił            | Aist                           | 134    | 120   |
| Słowenia          | Planica                | Bloudkova velikanka            | 138    | 125   |
| Stany Zjednoczone | Iron Mountain          | Pine Mountain Jump             | 133    | 120   |
| Stany Zjednoczone | Lake Placid            | MacKenzie Intervale            | 134    | 120   |
| Stany Zjednoczone | Park City              | Utah Olympic Park Jump         | 134    | 120   |
| Szwajcaria        | Einsiedeln             | Andreas-Küttel-Schanze         | 117    | 105   |
| Szwajcaria        | Engelberg              | Gross-Titlis-Schanze           | 140    | 125   |
| Szwecja           | Falun                  | Lugnet                         | 134    | 120   |
| Turcja            | Erzurum                | Kiremitliktepe                 | 140    | 125   |
| Włochy            | Predazzo               | Trampolino Dal Ben             | 135    | 120   |